# Puilly-et-Charbeaux
Puilly-et-Charbeaux é uma comuna francesa na região administrativa de Grande Leste, no departamento das Ardenas. Estende-se por uma área de 18,29 km². Em 2010 a comuna tinha 230 habitantes (densidade: 12,6 hab./km²).